# Anelpistina
Anelpistina es un género de insectos en la familia Nicoletiidae.

## Especies
- Anelpistina acanthorus
- Anelpistina ariasae
- Anelpistina arubana
- Anelpistina californica
- Anelpistina cuaxilotla
- Anelpistina doradoi
- Anelpistina  inappendicata

1. ↑  «Anelpistina Classified by Species 2000...». Encyclopedia of Life. Consultado el 16 de septiembre de 2015.